# 王邦佐
王邦佐（1934年6月—2021年8月24日），男，湖北汉阳人，中国政治学家、教育家，曾任复旦大学国际政治系主任、教授，上海师范大学副校长、校长、教授。

## 生平
1934年，王邦佐生於湖北漢陽，依靠父親在漢口當店員維持家計，1943年，父親病故，本想到上海做童工，無奈由於語言不通只好在上海繼續唸書。後來依靠助學金讀完了初中，又受老師賞識繼續學業。1956年，考入复旦大学历史学系。
1960年，毕业後受調至馬列主義教育系任助教。1962年，馬列主義教育系更名為政治學系。1964年，定名為國際政治系。王邦佐受到國際政治系吳常銘、余開祥、胡繩武等老師指導。
1986年，王邦佐调任上海师范大学副校长，1988年至1996年任上海师范大学校长。